# Francisco Javier Arana
Francisco Javier Arana (ur. 1905, zm. 1949) – major armii gwatemalskiej, który w 1944 współobalał prezydenta Federico Ponce i rządzącego faktycznie dyktatora Jorge Ubico, a następnie został członkiem trójosobowej junty (wraz z Jacobo Arbenzem i Jorge Toriello), która objęła władzę w państwie. W następnych latach rywalizował o wpływy z Arbenzem, wtedy już ministrem obrony. Zginął z rąk mordercy.